# Horst Tischoff
Horst Tischoff (* 2. November 1953) ist ein ehemaliger deutscher Radrennfahrer und nationaler Meister im Radsport.

## Sportliche Laufbahn
Tischoff war im Straßenradsport sowie im Bahnradsport aktiv. Er startete in der DDR für den SC DHfK Leipzig. 1972 wurde er Mitglied der Nationalmannschaft. In der DDR-Rundfahrt fuhr er im Team DDR II und schied aus dem Rennen aus. 1974 war er ebenfalls ausgeschieden. Bei den Straßenradsport-Weltmeisterschaften 1974 gewann er mit Karl-Dietrich Diers, Hans-Joachim Hartnick und Gerhard Lauke die Bronzemedaille im Mannschaftszeitfahren. Kurz zuvor war er mit Diers, Hartnick und Lauke im Internationalen Olympia-Preis der DDR erfolgreich.
Auf der Bahn gewann er 1972 den nationalen Titel in der Mannschaftsverfolgung gemeinsam mit Gunter Hoffmann, Bernhard Gruner und Klaus Dieter Greil.